# Roger Allard
Pour les articles homonymes, voir Roger Allard (homonymie).
Roger Allard, né Roger Charles Félix Allard le 22 janvier 1885 à Paris 1er et mort le 4 juin 1961 à Paris 12e, est un poète, éditeur et critique français.

## Biographie
Roger Allard publie des poèmes dès 1902, dans la revue Hélios. Son premier recueil s'intitule La Féérie des heures (1902). Plusieurs autres suivront jusqu'à la Première Guerre mondiale — l'un d'eux, Vertes Saisons (1908), est imprimé par le groupe de l'Abbaye de Créteil — mais c'est avec Les Élégies martiales (1917), paru chez Camille Bloch (1887-1967), incluant trente gravures sur bois de Raoul Dufy, qu'il trouve son style et donne sa mesure dans une sorte d'épicurisme nonchalant et narquois qui se refuse à chanter la mort mais n'en exprime que mieux la dérision horrible de la guerre.
Avec ses recueils suivants (L'Appartement des jeunes filles, 1919 ; Les Feux de la Saint-Jean, 1919 ; Poésies légères, 1930) il prend rang parmi les représentants de l'École fantaisiste.
En 1919, il entre aux éditions de La Nouvelle Revue française, et y développe la collection illustrée « Les peintres français nouveaux », invitant de grandes plumes essayistes et des graveurs. Par le biais d'André Gide, il rédige des notes sur la poésie dans la revue éponyme.
Jean Paulhan écrit à son sujet : « Roger Allard, que des œuvres antérieures plaçaient au premier rang parmi les jeunes poètes français, connaît aussi bien que personne le voyage de la guerre et cet exil, dont il nous dit les regrets. Il a été soldat d’infanterie, plus tard aviateur, et deux fois aussi blessé ».
En 1924, La Révolution surréaliste dit de lui : « Roger Allard, auteur de plusieurs articles imbéciles sur Théophile Gautier, Henry Bataille, Guillaume Apollinaire, Pierre Reverdy, Jacques Baron, etc. ».
À la suite de divers incidents[C'est-à-dire ?], Roger Allard demande à Jean Paulhan de conserver ses papiers personnels et de s’occuper de la publication de ses œuvres.
C'est André Malraux qui, en 1931, prend la suite de Roger Allard pour s'occuper des livres d'art des Éditions Gallimard et de la collection « Les Peintres nouveaux » qu'il avait fondée en octobre 1919.
Dominique Aury lui rend hommage dans La NRF en 1961, (pp. 913-915).

## Publications en revues
- « La Peinture française en Rhénanie », La Revue rhénane, 2e année, août-septembre 1922, no 11-12, pp. 595-596.

## Publications en volumes
- La Féerie des heures, Lille, Paris, J. Tallandier, 1903, 55 pages
- La Divine Aventure, Lille, Editions du Beffroi, 1905, 179 pages
- Les Noces de Léda. Episode, Lille, Editions du Beffroi, 1905, 28 pages
- Vertes saisons : Poèmes 1905-1908, Lille, V. Legros & Paris, éditions de l'Abbaye, 1908, 173 pages
- Le Bocage amoureux, Paris, Eugène Figuière [Bruges, The Catherine press], 1911, 85 pages
- Les Elégies martiales, illustrées de gravures sur bois par Raoul Dufy, Paris, Camille Bloch, 1917, in-16, 83 pages
- Les Élégies martiales (1915-1918) [1928], avec, en frontispice, un portrait de l'auteur par Raoul Dufy gravé sur bois par G. Aubert, Paris, Gallimard. Coll. Une Œuvre, un Portrait.
- Luc-Albert Moreau. Étude critique (1920), Paris, Gallimard, 27 illustrations, collection Les peintres nouveaux (no 3).
- Maître Pierre Pathelin. Farce du XVe siècle mise en français moderne, Paris, Gallimard, 1922. Coll. Répertoire du Vieux-Colombier.
- Marie Laurencin. Étude critique, Paris, Gallimard, 1921, 26 illustrations, collection Les peintres nouveaux (no 40).
- traduction de Nicolas Gogol, Les Veillées du château près de Dikanka ou Les Nuits d'Ukraine, Paris, Nouvelle Revue Française, 1921, avec Sonia Lewitska.
- Poésies Légères (1911-1927), Paris, Gallimard, 1929, prix Artigue de l'Académie française
- Roger de La Fresnaye. Étude critique, Paris, Gallimard, 1922, 29 illustrations, collection Les peintres nouveaux (no 13).
- Yves Alix, Étude critique, Paris, Gallimard, 1925, 30 illustrations, collection Les peintres nouveaux (no 20).
- Auguste Angellier par ses amis, collectif, éditions Messein, 1938, 354 pages (contribution).

## Pour approfondir